# Earl Bellamy
Earl Bellamy (11 de março de 1917, Minneapolis, Minnesota – 30 de novembro de 2003, Albuquerque, Novo México) foi um cineasta norte-americano que atuou principalmente na TV, onde dirigiu mais de 1600 episódios de uma grande variedade de séries. Trabalhou pouco no cinema, quase sempre em modestos faroestes.

## Vida e carreira
Filho de engenheiro ferroviário, Bellamy graduou-se pelo City College, de Los Angeles, em 1935. Nesse mesmo ano, empregou-se como mensageiro na Columbia Pictures. Em 1939 já era diretor assistente. A partir de meados da década de 1950, passou a dirigir seus próprios filmes, geralmente produções baratas, para completar programas nas casas exibidoras, a maioria faroestes. Sua carreira, entretanto, foi construída principalmente na televisão, em séries como Jungle Jim, The Lone Ranger, The Adventures of Rin Tin Tin, The Virginian, Get Smart e Starsky and Hutch.
Durante a Segunda Guerra Mundial, alistou-se na Marinha como fotógrafo. Casou-se com Gail Bellamy em 1977 e com ela teve três filhos: Earl Jr., Michael e Karen. A união durou até à sua morte em 30 de novembro de 2003, aos 86 anos de idade, em decorrência de um infarto do miocárdio.

## Filmografia (cinema)
| Ano  | Nome original                 | Nome PT/BR           | Nome PT/PT          | Notas           |
| ---- | ----------------------------- | -------------------- | ------------------- | --------------- |
| 1955 | Seminole Uprising             | A Mulher e os Índios |                     |                 |
| 1956 | Blackjack Ketchum, Desperado  | O Pistoleiro Negro   |                     |                 |
| 1958 | The Toughest Gun in Tombstone | O Melhor Gatilho     |                     |                 |
| 1962 | Stagecoach to Dancer's Rock   |                      |                     | Também produtor |
| 1965 | Fluffy                        | O Leão Está à Solta  |                     |                 |
| 1966 | Gunpoint                      | Matar ou Cair        | Na Ponta da Pistola |                 |
| 1966 | Incident at Phantom Hill      | Pistoleiros sem Alma | Oiro Sangrento      |                 |
| 1966 | Munster, Go Home!             | Monstros, Não Amolem |                     |                 |
| 1975 | Against a Crooked Sky         | Rastros de Vingança  |                     |                 |
| 1975 | Seven Alone                   |                      |                     |                 |
| 1975 | Sidecar Racers                |                      |                     |                 |
| 1975 | Walking Tall, Part 2          |                      |                     |                 |
| 1977 | Sidewinder                    |                      |                     |                 |
| 1977 | Speedtrap                     |                      | O Corredor          |                 |
| 1981 | Magnum Thrust                 |                      |                     |                 |